# Boarmia amurensis
Boarmia amurensis är en fjärilsart som beskrevs av Otto Staudinger 1892. Boarmia amurensis ingår i släktet Boarmia och familjen mätare. Inga underarter finns listade i Catalogue of Life.